# محب‌علی نایی
محب‌علی نایی یا ملا محب‌علی نی‌نواز هروی فرزند رستم‌علی خوشنویس متخلص به هراتی و مشهور به نایی خوشنویس٬ نوازنده و شاعر سده دهم هجری است. 
او در نستعلیق خفی و جلی (درشت و ریز) بسیار مهارت داشت و از او به عنوان یکی از چهل تن خوشنویس کتابخانه بایسنغر میرزا نام برده‌اند. او را در خوشنویسی از شاگردان پدرش رستم‌علی ذکر کرده‌اند. او نی را خوب می‌نواخت از این رو به «نایی» مشهور بود. 
محب‌علی کتابدار کتابخانه سلطان ابراهیم میرزا  بود و به همین سبب «ابراهیمی» رقم می‌کرد. او در این کتابخانه سرپرست خوشنویسان صاحب‌نامی چون مولانا مالک دیلمی و شاه محمود نیشابوری بود که به همراه او و تنی چند از نستعلیق‌نویسان دیگر مانند ملا عیشی هروی و مولانا رستم علی (پدرش که در ابتدا برای بهرام میرزا صفوی کار می‌کرد) مشغول نوشتن نسخه خطی هفت اورنگ جامی شد. این کتاب از مشهورترین نسخه‌های خطی است و اکنون در نگارخانه فری‌یر در واشنگتن است. اتمام این کتاب با بیست و هشت مینیاتوری که دارد نه سال طول کشید.
سام میرزا صفوی در «تحفه سامی» می‌گوید: که وی خطی خوش داشته و در نی زدن ماهر بوده و همچنین در وصف او می‌نویسد: «اما بسیار بی پروا و لوند و خوش طبع و ظریف است». این ابیات از اوست:
| نیست غیر از بلا سرایت عشق |  | زَاول عشق تا نهایت عشق   |
| آه مجنون عشق پیشه کجاست   |  | تا برم پیش او شکایت عشق |

محب علی تنها به کتابداری قناعت نکرد و در احوال شخصی ابراهیم میرزا و امور مملکت‌داری او دخالت می‌کرد. پس از هشت سال که در خدمت این شاهزاده بود، شاه تهماسب او را به قزوین احضار کرد و مدتی در ملازمت سام میرزا بود. سپس از طرف شاه تهماسب ملازم سید منصور کمانه مشهور به «سید بیگ» شد. پس از مدتی به زیارت عتبات رفت و بعد به قزوین بازگشت.
مرگ محب‌علی هروی را ۹۷۳ ه‍.ق ذکر کرده‌اند اما براساس ماده تاریخی که گفته می‌شود سیداحمد مشهدی به خط خود نوشته و حتی بر سنگ قبرش حک کرده‌است او در قزوین به سال ۹۹۵ ه‍. ق/۱۵۴۸ م چشم از جهان فرو بست و جنازه او را در مشهد در کنار پدرش به خاک سپردند. 